# Facebook-nemzedék
A Facebook-nemzedék kifejezést az 1990-es évek második felében és az ezredforduló után született személyekre használják.

## Jelentése
Tagjai születésük után azonnal találkoztak a közösségi hálózat teljességével és a web kettővel. Számukra nehéz elképzelni, milyen az élet internet nélkül, elsődleges kommunikációs felületük már nem is az e-mail, hanem a közösségi háló. E nemzedékre már nemcsak a hálózatos magatartásformák és az internet használata mint digitális szocializáció a jellemző, hanem az információfogyasztás mellett az információszolgáltatás is. Legfontosabb kulturális, nemzedéki eltérése a korábbi generációktól, hogy nemcsak tartalmat fogyaszt, hanem tartalmat is szolgáltat, gondoljunk csak a YouTube-ra, a Facebookra, a Twitterre, a torrentoldalakra, illetve egy egészen új foglalkozásra, az influenszerekre.

### Eszközkezelés, multitasking
Eszközkezelésük készségszintű, jellemző rájuk a multitasking, a párhuzamos cselekvés: egyszerre írnak blogot, hallgatnak zenét, követik e-mail- és közösségiháló-forgalmukat, döntéshozataluk felgyorsul. Egyidejűleg több csatornán „fogyasztanak”, együttes fogyasztásuk meghaladja az egy fő által „fizikailag” elérhető mennyiséget, és nagy részükben nincs semmilyen reflektív tudatosság a tipikus és megszokott internethasználatuk (például letöltés, fájlcsere) jogi-intézményi környezete iránt.

## Magyar vonatkozás
Ezt a generációt tekintve eltűnik a Magyarország és a világ nyugati fele közötti különbség, kialakul egyfajta globális ifjúsági kultúra, mivel az innovációk jellemzően alig néhány hónapos késéssel jelennek meg a magyar piacon.

## Kitekintés
Már létezik az alfa-generáció kategóriája is, amely megjelölés a 2010-es évben vagy azután születetteket jelenti.